# Kurdifiering
Kurdifiering är en sociologisk process av kulturell förändring där ett icke-kurdiskt samhälle blir "kurdiskt", vilket betyder att det antingen direkt adopterar eller blir starkt påverkat av det kurdiska språket, kulturen, litteraturen, konsten, musiken och identiteten såväl som andra sociokulturella faktorer. Det är en specifik form av kulturell assimilering som ofta innefattar ett språkskifte.
Uppfattningen om kurdifiering är olika från land till land. I Kurdistan har många etniska armenier, turkar, bulgarer, georgier, albaner, greker, pontier, tjerkesser, tjetjener, ingusjier, araber och ossetier blivit kurdifierade som ett resultat av att de flytt till regionen och därefter assimilerat till den kurdiska kulturen och språket.
I irakiska Kurdistan utsattes territorier som tillhörde minoriteter som turkmener och assyrier för kurdifieringspolitik fram till 2017 i de omtvistade områdena i norra Irak, då Kurdistans regionala regering administrerade området.